# Darã
Darã (em árabe: الظهران; romaniz.: aẓ-Ẓahrān) é uma cidade da Arábia Saudita na região Oriental. Está a 17 metros de altitude e segundo censo de 2010, havia 120 521 habitantes. É a sede da empresa estatal Saudi Aramco.